# Súðavíkurhreppur
Súðavíkurhreppur – gmina w północno-zachodniej Islandii, w środkowej części regionu Vestfirðir. Obejmuje tereny położone nad kilkoma bocznymi fiordami w południowej części fiordu Ísafjarðardjúp: Álftafjörður, Seyðisfjörður, Hestfjörður, Skötufjörður, Mjóifjörður, Reykjafjörður i Ísafjörður. Jest bardzo słabo zaludniona - na początku 2018 roku zamieszkiwało ją 196 osób (2018). Większość mieszkańców gminy zamieszkuje siedzibę gminy Súðavík, położoną w jej zachodniej części nad fiordem Álftafjörður (157 mieszk., 2018). Pojedyncze zabudowania rozproszone są wzdłuż drogi nr 61 i w niektórych dolinach.

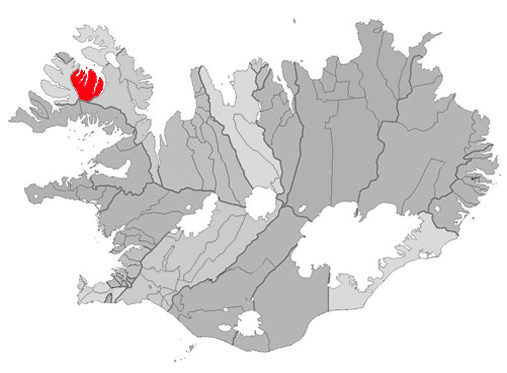
Położenie gminy Súðavíkurhreppur na mapie administracyjnej Islandii

Gmina powstała w 1995 roku po przyłączeniu do istniejącej wcześniej gminy Súðavíkurhreppur mniejszych gmin Ögurhreppur i Reykjarfjarðarhreppur.